# Agnieszka Skobel
Agnieszka Skobel (ur. 16 stycznia 1989 w Poznaniu) – polska koszykarka grająca na pozycjach rzucającego obrońcy (SG) lub niskiego skrzydłowego (SF). Mistrzyni (2014, 2015) i reprezentantka Polski, obecnie zawodniczka Enea AZS Politechniki Poznań.

## Kariera sportowa
Karierę sportową rozpoczęła w Olimpii Poznań, w 2003 debiutowała w I lidze w barwach MUKS Poznań, w 2007 awansowała z tą drużyną do ekstraklasy. W 2006 i 2007 została mistrzynią Polski juniorek, w 2007 i 2008 mistrzynią Polski juniorek starszych. W latach 2008–2010 reprezentował barwy INEA AZS Poznań, w latach 2010-2013 występowała w AZS PWSZ Gorzów Wielkopolski. Z gorzowskim klubem zdobyła brązowy medal mistrzostw Polski w 2011. W 2013 została zawodniczką węgierskiej drużyny węgierskiej drużyny Cegledi EKK, jednak w przerwie zimowej sezonu 2013/2014 powróciła do Polski i została zawodniczką Wisły Kraków. Z Wisłą zdobyła dwukrotnie mistrzostwo Polski (2014, 2015). W 2015 została zawodniczką MUKS Poznań.
Z reprezentacją Polski kadetek zdobyła brązowy medal mistrzostw Europy w 2005, występowała też w reprezentacji Polski juniorek i młodzieżowej reprezentacji Polski. Z reprezentacją Polski seniorek wystąpiła na mistrzostwach Europy w 2009 (11 m.), 2011 (11 m.) i 2015 (18 m.).
17 maja 2017 została zawodniczką Energi Toruń.
W maju 2022 dołączyła po raz kolejny w karierze do Enea AZS Politechniki Poznań.

## Osiągnięcia
Stan na 11 marca 2024, na podstawie, o ile nie zaznaczono inaczej.
Drużynowe
- Mistrzyni Polski:
  - 2014, 2015, 2017[5]
  - kadetek (2004, 2005)
  - juniorek (2006, 2007[6])
- Brązowa medalistka mistrzostw Polski (2011)
- Zdobywczyni Pucharu Polski (2014, 2015)
- Finalistka pucharu:
  - Polski (2017[7], 2019[8])
  - Niemiec (2022)[9]

Indywidualne
(* – nagrody przyznane przez portal eurobasket.com)
- MVP:
  - kolejki FGE/EBLK (5 – 2007/2008, 18 – 2022/2023, 16 – 2023/2024)[10][11][12]
  - mistrzostw Polski juniorek starszych (2008)
- Debiutantka sezonu PLKK (2008)
- Zaliczona do:
  - I składu:
    - PLKK (2017)[13]
    - mistrzostw Polski juniorek (2007)[6]

  - składu honorable mention ligi belgijskiej (2020, 2021)*[14][15]
- Liderka PLKK/OBLK[16]:
  - w przechwytach (2008, 2009, 2012, 2023)
  - sezonu zasadniczego w skuteczności rzutów wolnych (2024 – 91,3 %)

Reprezentacja
- Wicemistrzyni Europy U–20 dywizji B (2008)
- Brązowa medalistka mistrzostw Europy U–16 (2005)
- Uczestniczka:
  - mistrzostw Europy:
    - 2009 – 11. miejsce, 2011 – 11. miejsce, 2015 – 18. miejsce
    - U–16 (2004 – 12. miejsce, 2005)
    - U–18 (2006 – 14. miejsce, 2007 – 4. miejsce)
    - U–20 (2008 dywizji B – miejsce, 2009 – 5. miejsce)

  - uniwersjady (2011 – 11. miejsce)
- Liderka Eurobasketu U-18 w przechwytach (2007)